# Laslea
Laslea (deutsch Großlasseln, siebenbürgisch-sächsisch Gruissloasseln, ungarisch Szászszentlászló) ist eine Gemeinde im Kreis Sibiu in Rumänien.

## Geographische Lage
Die Gemeinde Laslea liegt etwa in der Mitte Siebenbürgens im Kokel-Hochland (Podișul Târnavelor). Der Ort Laslea befindet sich am gleichnamigen Bach – ein linker Nebenfluss der Târnava Mare (Große Kokel) – und an der Kreisstraße (drum județean) DJ 143A, etwa anderthalb Kilometer südlich der Nationalstraße DN14 zwischen Mediaș (Mediasch) und Sighișoara (Schäßburg). Die nächstgelegene Kleinstadt Sighișoara liegt etwa 10 km nordöstlich; die Kreishauptstadt Hermannstadt etwa 80 Kilometer südwestlich von Laslea entfernt.
Die nächstgelegene Bahnhaltestelle genannt Luna, befindet sich in etwa vier Kilometer Entfernung an der Bahnstrecke Teiuș–Brașov.

## Geschichte
Laslea wurde im Jahr 1309 als Sanctus Ladislaus erstmals urkundlich erwähnt, vermutlich jedoch bereits um 1200 gegründet. Es gehörte ursprünglich wohl dem Kloster Kolozsmonostor (auf dem Gebiet des heutigen Cluj-Napoca), bevor es im 14. Jahrhundert dem Königsboden zugeordnet und damit eine freie Gemeinde der Siebenbürger Sachsen im Schäßburger Stuhl wurde.

## Bevölkerung
Über mehrere Jahrhunderte wurde Großlasseln von den Siebenbürger Sachsen geprägt. Bis zum Ende des Zweiten Weltkrieges stellten die Rumäniendeutschen die absolute, bis zur Revolution von 1989 die relative Mehrheit der Dorfbevölkerung. Danach wanderten die meisten Rumäniendeutschen aus. Durch Zuzug von Rumänen, und vor allem Roma, blieb die Einwohnerzahl insgesamt jedoch relativ stabil.
In der Gesamtgemeinde Laslea bezeichneten sich im Jahr 2002 von damals 3203 Einwohnern 2081 als Rumänen, 765 als Roma, 312 als Deutsche, 43 als Ungarn bzw. Tschangos, einer als Russe bzw. Lipowaner und einer als Ukrainer. Im Dorf Laslea selbst lebten 2002 insgesamt 1456 Menschen, davon 1016 Rumänen, 385 Roma, 34 Deutsche (2 %), 19 Ungarn und zwei Angehörige anderer Nationalitäten.

## Sehenswürdigkeiten
Von der sonst abgetragenen Kirchenburg ist der Glockenturm erhalten geblieben, weil der Turm der neuen, Mitte des 19. Jahrhunderts errichteten Kirche noch vor der Fertigstellung einstürzte.

## Besonderheiten
In Laslea existiert seit 1992 das Spitalul Lukas (Lukas-Spital), das aus einem Seniorenheim und einer chirurgischen Ambulanz besteht. Es wird von mehreren – meist kirchlichen – Organisationen in Deutschland, z. B. vom „Hilfsverein für das Lukas Spital in Laslea, Rumänien e. V.“ in Neuendettelsau mitfinanziert.

## Töchter und Söhne der Gemeinde
- Hannah Monyer (* 1957), siebenbürgisch-sächsische Medizinerin und ärztliche Direktorin an der Ruprecht-Karls-Universität Heidelberg